# Epícides
Epícides (Cartago - después de 210 a. C.) fue tirano de Siracusa del 214 al 212 a. C. con su hermano Hipócrates de Siracusa.
Hijo segundogénito de una cartaginesa y del hijo de un siracusano exiliado por orden de Agatocles, sirvió de joven valerosamente con su hermano en el ejército de Aníbal y fue enviado en embajada al tirano de Siracusa, Hierónimo. Ambos lograron convencer al joven soberano a renunciar a la alianza con los romanos.
El asesinato del tirano y la revuelta que siguió, asustó a los dos cartagineses, que primera pensaron volver a su patria, y luego comprendieron que podrían conseguir beneficios de aquella situación. Después del asesinato del general Adranodoros, tomaron el poder. Pero en la ciudad volvió a prevalecer el partido filorromano, y los dos fueron obligados a refugiarse en Leontino. Allí los atacó Marco Claudio Marcelo, que se enemistó de nuevo con los siracusanos por sus crueldades, que aclamaron a Hipócrates y Epícides como nuevos tiranos.
Marcelo inició el asedio de Siracusa, que fue defendida audazmente por ambos y luego solo por Epícides, mientras que Hipócrates fue a defender otras partes de la isla gracias a la ayuda de Himilcón. Intentó evitar la caída de la ciudad, que fue conquistada casi por completo por Marcelo, gracias a algunos traidores. Después de la derrota y la muerte de Hipócrates, Epícides encontró a Bomílcar que llegó con su ejército.
Después de la renuncia de este último, Epícides se vio derrotado y se refugió en Agrigento, donde colaboró con el jefe militar númida, Mutines. Después de la conquista de esta ciudad, en 210 a. C., volvió con Hannón a su patria y de él se perdieron sus huellas.
| Predecesor: Adranodoro | Tirano de Siracusa Junto con su hermano Hipócrates 213 a. C. - 212 a. C. | Sucesor: Ninguno, conquista romana |

- Datos: Q1347118